# Divna (otok)
Koordinati:   43°01′12″N, 17°11′57″E
Divna je majhen nenaseljen otoček v Jadranskem morju. Pripada Hrvaški.
Divna leži v Neretljanskem kanalu tik ob obali Pelješca vzhodno od zaselka Duba Pelješka.  Površina otočka meri 0,016 km². Dolžina obalnega pasu je 0,48 km.